# MR-X1
MR-X1(Marine Robot Experimental-1)は海洋研究開発機構が研究・開発を行っている作業型自律探査機。

## 概要
自律型無人潜水機(AUV)でうらしまに搭載されている慣性航法装置よりも精度は劣るが超小型のリングレーザージャイロが組み込まれている。2010年8月に相模湾での海域試験に成功した。
MR-X1自身に搭載されたコンピュータにプログラムされた「シナリオ」による自律航行と、音響による遠隔操作のためのシステムを備える。
支援母船と接続された光ファイバーで遠隔操作無人潜水機(UROVモード)としても運用可能で海底の地形や組成の調査、水温・塩分濃度・CO2含有量などの化学分析、生物調査等が想定される。
小型で姿勢制御システムを搭載しているので、狭い範囲で小回りのきいた運用が実現可能でロボットアームを取り付けることも可能で、岩石や生物などの試料の採取もできる。

## 仕様
- 全長 2.5m
- 全幅 0.8m
- 全高 1.2m
- 潜航時間 15時間
- 重量 約800kg
- 設計潜航深度 4000m

## 各種装置
- 慣性航法装置
- ハイビジョンステレオカメラ